# Чарльз Керрі
Чарльз Керрі (англ. Charles Currey, 26 лютого 1916 — 10 травня 2010) — британський яхтсмен.
Срібний призер Олімпійських Ігор 1952 року в класі Фінн.